# Дифузія інновацій

## Дефініції терміну «інновація»
Питання дифузії інновацій висвітлені в роботах Е. Роджерса, Й. Шумпетера, І. Перлакі, В. Гартмана, Е. Менсфілда, Р. Фостера, Б. Твісса та ін. Трактується це поняття в залежності від об'єкта і предмета дослідження.
Б. Твісс визначає інновацію як процес, у якому винахід або ідея набувають економічного змісту.
Ф. Ніксон вважає, що інновація — це сукупність технічних, виробничих та комерційних заходів, що приводять до появи на ринку нових і поліпшених промислових процесів і обладнання.
Б. Санто вважає, що інновація — це такий суспільний технічно-економічний процес, який через практичне використання ідей і винаходів приводить до створення кращих за своїми властивостями виробів, технологій, і в разі, якщо вона орієнтується на економічну вигоду, прибуток, поява інновації на ринку може призвести додатковий дохід.
Й. Шумпетер трактує інновацію як нову науково-організаційну комбінацію виробничих факторів, мотивовану підприємницьким духом.
Проаналізувавши різні визначення можна зробити висновок про те, що специфічний зміст інновації складають зміни, а головною функцією інноваційної діяльності є функція зміни.

## Історія

### Тард
Жан-Габрієль Тард (12 березня 1843 — †13 травня 1904) — французький соціолог і кримінолог. У 1893-96 р. очолював відділ у Міністерстві юстиції. З 1900 р. — професор нової філософії в Коллеж де Франс. Значний вплив на розвиток політичної психології, а зокрема теорії лідерства і поведінки соціальних груп зробила його концепція наслідування, яка розкривається у працях вченого — «Соціальна логіка», «Соціальні закони», «Думка і натовп». Наслідування реалізується у формі звичаїв і моди, при засвоєнні яких відбувається соціалізація індивіда. У результаті наслідування виникають групові й суспільні цінності й норми. Аналізуючи ефект натовпу, констатував, що індивід у натовпі має такі властивості, як надмірна збудженість, втрата свідомого контролю й індивідуальності.
Початком формування концепції Тарда, щодо диффузіонізму як наукового напрямку, що склався в кінці XIX — початку XX ст., передували висловлювання багатьох мислителів більш ранніх епох та ідей про значимість поширення різних досягнень з одних країн в інші. Початок систематичного викладу ідей диффузіонізму в широкому соціальному аспекті поклав Ж. Г. Тард (1843—1904) — французький соціолог, юрист, який, зацікавившись закономірностями поширення нововведень в суспільстві, назвав їх законами наслідування. Двигуном соціальної еволюції Тард вважав людський винахідливий розум і його досягнення, які завдяки спільному проживання людей поширюються променеподібно з центрів виникнення, запозичуються і адаптуються. Основна думка його книги «Закони наслідування», виданої в 1890 році у Франції, — «суспільство — це наслідування». Процес переймання, запозичення інновацій Тард описував як наслідування, опір, прийняття. Він сформулював два основних закони: наслідування поширюється зсередини назовні (спочатку копіюються ідеї, цілі, потім дії і форми) і зверху вниз (вищі соціальні верстви є прикладом для наслідування нижчих, переможці — для переможених). У широкому географічному і хронологічному контекстах Тард розглянув процеси наслідування стосовно мови, релігії, уряду, законодавству, звичаям, моральності і мистецтва.

### Починання Шумпетера
Йозеф Алоїз Шумпетер (нім. Joseph Alois Schumpeter); (нар. 8 лютого 1883 — пом. 8 січня 1950) — австрійський і американський економіст, соціолог та історик економічної думки. Популяризував термін «Креативне руйнування» в економіці. В 1986 році на честь заслуг економіста і для вивчення його творчості було створено «Міжнародне товариство Йозефа Шумпетера». У 2001 році в Берліні заснований Інститут Шумпетера. Частина особистої бібліотеки вченого зберігається в токійському університеті Хітоцубасі (бібліотека Шумпетера). У 2004 р. в будинку, де народився економіст (в місті Тржешть) президентом Чехії Вацлавом Клаусом був відкритий Музей Шумпетера.
Й. Шумпетер запропонував 5 принципів, що часто змінюється в 1911 р Пізніше в 30-ті роки він уже ввів поняття «інновація», пояснюючи його як зміна з метою впровадження та застосування нових видів споживчих товарів, нових виробничих і транспортних засобів, ринків і форм організації в промисловості.
Так Й. Шумпетер виділяв п'ять типових змін:
1. Використання нової техніки, нових технологічних процесів або нового ринкового забезпечення виробництва (купівля — продаж).
2. Впровадження продукції з новими властивостями.
3. Використання нової сировини.
4. Зміни в організації виробництва і його матеріально-технічного забезпечення.
5. Поява нових ринків збуту.

## Модель Роджерса
Еверетт М. Роджерс (6 березня 1931 р. — 21 жовтня 2004 р.) — видатний американський теоретик в області комунікацій та соціології, який поклав початок теорії дифузії інновацій та ввів термін «першопроходець». Роджерс був відомим почесним професором у відділі комунікації та журналістики в Університету Нью-Мексико.
Модель Е. Роджерса
В основі моделі Е. Роджерса знаходиться сегментація потенційних споживачів інновацій за ознакою індивідуальної передбаченості до сприйняття інновацій, в якому виділяються 5 сегментів: новатори, «першопрохідці», рання більшість, друга більшість та «відсталі».
Модель Е. Роджерса будується на теорії S- кривої, представленої Г. Тардом. На думку Роджерса, силою розвитку дифузії інновацій є взаємозв'язок між різноманітними групами покупців. Внаслідок того, що одні ймовірні споживачі, беручи участь у покупці або використанні інновацій, виявляються джерелом інформації для інших. Чем більше людей знають про нову продукцію в момент часу, тим частіше доводиться до інформації про інновації новим можливим покупцям. В зв'язку з цим кількість тих, хто інформується про нову продукцію, збільшується в геометричній прогресії до тих пір, поки не стикається з зворотним процесом зменшення залишкової кількості неінформованих споживачів.

## Модель Басса
Франк М. Басс (27 грудня 1926 р. — 1 грудня 2006 р.) — був американським академіком в галузі маркетингових досліджень та маркетингову загалом. Він був творцем моделі дифузії Басс, що описує прийняття нових продуктів і технологій покупцями вперше, а більш детально буде описана нижче.
Модель Френка Басса
На основі роботи Еверетта Роджерса, Френком Бассом була створена і опублікована в 1969 році математична модель поширення нових продуктів. Басс припустив, що випадок виконання покупки нового продукту покупцем — це лінійна функція від числа колишніх споживачів, виходячи з цього він побудував систему математичних функцій, які описують динаміку продажів інновації в часі.
На відміну від Роджерса Басс виділяв тільки дві групи, які беруть участь в дифузії інновацій. Ці групи залежать від широкого оповіщення, пропаганди продукту.
1. Перша група розвиває думку про нововведення і приступає до його використання під впливом реклами — «ефект реклами».
2. Друга група людей починають застосування продукту через «ефекту міжособистісної комунікації».

Протягом першого етапу життєвого циклу продукту ефект реклами займає панівне місце. Ще багато, хто не знає про продукт і, відповідно, не бажають його купувати. У міру того, як збільшується тривалість рекламного впливу, зростає кількість споживачів, а ефективність реклами поступово зменшується. Але зате зростає ефект міжособистісного спілкування, завдяки якому, навіть ті, хто скептично ставиться до інновацій, починають набувати товар.
Дифузна модель Басса відображає принципи підсилює зворотного зв'язку — число споживачів інновації збільшує кількість нових споживачів за рахунок ефекту міжособистісної комунікації. Найважливіше думку першої групи людей, так як те, що є нормою для новатора, завтра стане нормою для «першопроходимців», а значить і більшості. Чітке розуміння каналів комунікації, що впливають на поширення інновації в суспільстві і, виявлення чинників, які гальмують і прискорюють в той же час оволодіння нововведенням, виявляються важливі при створенні рекламної та агітаційної кампанії.

## Класифікація споживачів інновацій по Роджерсу
Новатори, користувачі, що відстають і всі, хто посередині  [Архівовано 12 травня 2015 у Wayback Machine.].
Дослідження Роджерса описує п'ять типів користувачів. В цілому, кожна категорія каже, коли інновація буде прийнята людиною. Деякі «ярлики» поширені та знайомі. Розглянемо їх атрибути в хронологічному порядку прийняття:

#### 1. Новатори
Новатори — ті, хто стоять в черзі за новим продуктом. Це може бути навіть свідомо невдала технологія. Зазвичай такі люди мають хороший заробіток, розбираються в науці, що стоїть за новинкою, і мають високий статус у своїй соціальній групі. Вони не збираються довго використовувати цей продукт. Все одно в майбутньому з'явиться ще новіша та зручніша технологія.
Дослідники стверджують: 2.5 % популяції людей — новатори. Іноді вони задають напрямок розвитку, але інші на їх думку не спираються у виборі технологій. Загальновідомо: новатори куплять недовгострокові речі, а потім швидко замінять їх новими інноваціями.
Новатори — не та категорія користувачів, на яку треба фокусуватися, якщо хочете, щоб якомога більше людей використовували новий продукт.

#### 2. Першопрохідці
Першопрохідці бачать необхідність в нововведеннях та змінах. Вони знають, що потрібно конкретне рішення для конкретної проблеми. Автори теорії стверджують: 13.5 % користувачів відносяться до цієй категорії. Як і у новаторів, у них високий дохід, найчастіше вони добре освічені і мають високий соціальний статус.
Першопрохідці вибірковіші за новаторів. Вони повинні бачити практичну цінність продукту, перш ніж його випробувати. До всього іншого, це лідери думок, надалі вони часто задають тренд розвитку. Коли «пізні» (later adopters) вирішують взятися за що-небудь нове, швидше за все це обумовлено успіхом серед першопрохідців.

#### 3. Рання більшість
Ці люди користуються порадами першопрохідців. Буде потрібно багато часу, щоб вони захотіли прийняти інновацію. Це трапиться тільки тоді, коли вона вже буде перевірена іншими. Рання більшість має менший чистий дохід, вони не так сильно впливають на суспільство, як першопрохідці, і, перш за все, менше хочуть ризикувати. Вони потребують доказ того, що інновація практична і затримається надовго. Але це не означає, що потрібно ігнорувати цю категорію. Автори стверджують, що 34 % від усіх користувачів — рання більшість. Якщо ви хочете набрати критичну масу, то саме ця група її сформує.
Фокусування на ранній більшості підсобить в демонстрації продукту і отриманні відгуків. Ці користувачі повинні переконатися на досвіді першопрохідців, що вони економлять свій час і гроші з вашої розробкою, або вони повинні асоціювати ваш продукт з соціальним статусом, до якого вони прагнуть.

#### 4. Друга більшість— «пізні»
Ці люди скептично ставляться до інновацій і не думають їх приймати, поки першопрохідці і рання більшість не доведуть успіх цих продуктів. Вважається, що «пізні» складають 34 % від загального числа користувачів. У них маленький дохід, соціальний статус нижче середнього, немає впливу на оточуючих. Ці люди не схильні до ризику і не приймуть нововведення, поки попередні категорії не доведуть його користь. До цього часу пройдуть роки з моменту виходу тодішньої новинки.

#### 5. «Відсталі»
«Відсталі» у останню чергу приймають інновацію. Зазвичай їх треба мало не змушувати йти вперед. В цілому, вони взагалі не схильні до ризику, у них низький або взагалі відсутній дохід, вони ніяк не пов'язані з новаторами або ранньою більшістю, практично взагалі не впливають на оточуючих в своїх соціальних групах.

## Стадії прийняття нового продукту по Роджерсу
Процес прийняття — п'ятиступінчастий процес, що веде до прийняття / неприйняття продукту або ідеї.

#### 1. Усвідомленість
Перший крок полягає в тому, щоб потенційний споживач дізнався про існування інновації. Але у них поки немає можливості, щоб отримати більше інформації.

#### 2. Упередження
Потенційні користувачі тепер знають про інновацію та активно шукають інформацію про неї.

#### 3. Рішення
Потенційні користувачі вирішують спробувати інновацію чи ні. Дослідники відмічають: це найкращий особистісний крок при процесі прийняття, тому немає ніякої формули за успішним переконанням споживачів. Кожен прийме рішення, обумовлене доступною інформацією, часом, фінансовими ресурсами, конкурентних інноваціях, цінностях та переконаннях.

#### 4. Реалізація
Цей крок включає в себе використання самих інновацій. Індидууми вже ознайомились з нею, отримали доступ, прийняли рішення, щодо використання інновації. Споживачі тестують продукт у різних ситуаціях, спираючись на його призначення.

#### 5. Підтвердження
Користувачі визначаються з рішенням щодо використання певного продукту.

## Характеристики швидкості прийняття інновації
Це третій крок прийняття інновацій. Йому потрібно приділити дуже багато уваги, це один з найважливіших моментів. Теорія виділяє п'ять характеристик, що визначають використання інновацій:

#### 1. Відносна перевага
Відносна перевага визначає, наскільки краще продукт у порівнянні з попереднім поколінням або його аналогом. Зміни можуть бути такими: поліпшений сервіс
- об'єднання декількох функцій в один інструмент
- зменшення потреби в допоміжних ресурсах
- розширення повноважень користувачів
- поліпшений інтерфейс
- продовження довговічності
- збільшення продуктивнссті
- зменшення зусиль користувача
- зменшение вплив на навколишнє середовище
- економія грошей
- економія місця
- економія часу

#### 2. Сумісність
Сумісність — показник того, як інновація асимілюється в житті людей. Потенційні покупці повинні знати, що ваша продукція «сумісна» з ними. Якщо ваш товар вимагає великих змін у образі свого життя або йому потрібні додаткові продукти, то найімовірніше товар приречений на провал. Інновації успішні тільки тоді, коли люди непомітно приймають їх у своє життя.

#### 3. Простота використання
Складність і простота — важливі відчуття в тому, як люди навчаються використовувати ваш продукт. Складність ставить палиці в колеса прогресу. Каверзність інновації — труднощі в їх прийнятті у власне життя людьми. Чим більш інтуїтивно зрозумілий товар, тим краще він вийде в масу.

#### 4. Апробативність
Апробативность — характеристика, що показує як добре люди можуть дослідити ваш товар перед покупкою. Це важливий момент у прийнятті інновацій. Людині потрібно знати, що з себе представляє вашу продукцію і навіть зробити «пробний заїзд». В цьому весь сенс демо-версії та бета-релізів. Потенційні покупці повинні розуміти, яке стане їх життя після прийняття продукту.

#### 5. Видимість
Видимість — ступінь помітності результатів використання продукту. Всі ті, хто йде після першопроходців, опираються у своєму виборі на спостереження за цією групою. Видимість йде далеко за межами більш «пізніх» категорій. Абсолютно всі типи користувачів повинні бачити переваги прийняття та використання інновацій.

## Український контекст
Так на основі теорії для налагодження ефективного інформаційних процесів варто провести певні доповнення у чинне Законодавство України. Перш за все, необхідно внести зміни у Законі Закон України «Про інформацію» [Архівовано 7 серпня 2017 у Wayback Machine.] від 2.10.1992 року. Ці зміни стосувались би формулювання поняття «інформація» у сфері інноваційної діяльності. Особливості регулювання потребують закріплення у Законі Законі України «Про інноваційну діяльність» [Архівовано 27 березня 2018 у Wayback Machine.], котре варто доповнити розділом «Інформаційне забезпечення інноваційної діяльності». У такому розділі варто виокеримити:
1. Види інформації у сфері інноваційних технологій
2. Основні принципи інформаційного забезпечення інноваційної діяльності
3. Правовий статус об'єктів та суб'єктів інноваційної діяльності
4. Контроль у сфері інформаційного забезпечення інноваційної діяльності
5. Порядок розкриття інформації у сфері інноваційної діяльності

Крім того, є необхідним у Розділі 2 «Національного регулювання у сфері інноваційної діяльності» Закону України «про інноваційну діяльність» внести відповідні корективи, доповнення та виокремити принципи національної політики у сфері інформаційного забезпечення інноваційної діяльності, компетенцію національних органів у даній сфері.

## Критика
Існує понад чотири тисячі статей з багатьох дисциплін, заснованих на дифузії інновацій, переважна більшість написаних після того, як Роджерс створив систематичну теорію. Хоча в кожному дослідженні теорія застосовується по-новому, відсутність згуртованості пост напрацювань залишає застій та проблеми її застосовування у контексті нових проблем.
Дифузію складно визначити кількісно, оскільки люди та людські мережі є складними. Майже неможливо виміряти, що саме зумовлює прийняття інновацій, особливо в аспекті охорони здоров'я. Дифузійні теорії ніколи не можуть враховувати всі змінні, і тому можуть втратити критичні прогностичні фактори прийняття. Така різноманітність змінних також призвела до непослідовних результатів досліджень, зменшуючи евристичну цінність.
Роджерс розмістив матеріали та критики досліджень дифузії у чотирьох категоріях: інноваційне зміщення, індивідуальне звинувачення, проблема відкликання та проблеми рівності. Інноваційний підхід, зокрема, означає, що всі інновації є позитивними та що всі нововведення мають бути прийняті. Ще одна слабкість цієї теорії — посил інформації є однобічним — від інноватора до споживача. Відправник нововведень має мету переконати споживачів та не має на меті зворотного зв'язку. Особа, що впроваджує зміну, контролює напрямок і результат кампанії. У деяких випадках це найкращий процес, але в інших випадках потрібен більш широкий підхід. У соціумі, що є складним елементом, де споживач отримує інформацію з багатьох джерел і повертає власну оцінку відправнику, односторонньої моделі недостатньо.